# Cyrtopholis anacanta
Espèce
Synonymes
- Cyrtopholis anacantus Franganillo, 1935

Cyrtopholis anacanta est une espèce d'araignées mygalomorphes de la famille des Theraphosidae.

## Distribution
Cette espèce est endémique de Cuba.

## Publication originale
- Franganillo, 1935 : Estudio de los arácnidos recogidos durante el verano de 1934. Estudios de Belén, vol. 1935, no 49/50, p. 20-26.